# Euphorbia coghlanii
Euphorbia coghlanii är en törelväxtart som beskrevs av Frederick Manson Bailey. Euphorbia coghlanii ingår i släktet törlar, och familjen törelväxter. Inga underarter finns listade i Catalogue of Life.